# Saint-Ours (Puy-de-Dôme)
Saint-Ours – miejscowość i gmina we Francji, w regionie Owernia-Rodan-Alpy, w departamencie Puy-de-Dôme.
Według danych na rok 1999 gminę zamieszkiwało 1370 osób, a gęstość zaludnienia wynosiła 22 osoby/km² (wśród 1310 gmin Owernii Saint-Ours plasuje się na 176. miejscu pod względem liczby ludności, natomiast pod względem powierzchni na miejscu 16.).
Na terenie Saint-Ours znajduje się park tematyczny Vulcania poświęcony zjawiskom wulkanicznym.